# Valinge kyrka
Valinge kyrka är en kyrkobyggnad i Varbergs kommun. Den tillhör sedan 2010 Lindberga församling (tidigare Valinge församling) i Göteborgs stift.

## Kyrkobyggnaden
Valinge kyrka omnämns i skrift första gången 1337. Den nuvarande kyrkan är från 1891 och uppfördes i nyromansk stil efter ritningar av Fredrik Ekholm. Byggmästare var I. P. Andersson i Skövde. Västtornet byggdes dock redan 1840. Byggnaden är spritputsad i vitt på sockel av gråsten. Den har ett långhus med låg takresning och ett kor med absid. Koret är lika brett som långhuset och halvcirkelformat avslutat. Fönstren är ganska små och rundbågiga.  
På tornets västra sida finns bokstäverna CXJVJ, kung Karl XIV Johans initialer, i smide. Tornet kröns av en pyramidformad spira, samt kors och glob i koppar.

## Inventarier
- Dopfunten är i barockstil av utskuren ek från 1600-talet.
- Altartavlan är en kopia av Leonardo da Vincis Nattvarden.
- I kortaket hänger en basunängel från 1700-talet.
- Nattvardskalken är av förgyllt silver och från 1520-talet.
- Korets fönster har glasmålningar, som föreställer de fyra evangelisterna.
- I kyrkan finns tre tavlor från sen tid, som återger bibliska motiv och är utförda av Lennart Linjer.

### Klockor
- Storklockan är gjuten på 1500-talet och 117 centimeter i diameter. Vikt: 1020 kilogram.
- Lillklockan göts 1782. Diameter: 91 centimeter. Vikt: 475 kilogram.

### Orgel
Kyrkans pneumatiska orgelverk tillverkades 1958 av Tostareds Kyrkorgelfabrik. Den har 21 stämmor fördelade på två manualer och pedal. Fasaden är byggd 1891 av Salomon Molander.